# Wilusa

Hipotetyczne położenie Wilusy w północno-zachodniej Anatolii

Wilusa – miasto wymieniane w dokumentach hetyckich z XIII wieku p.n.e.
Oddalone od ziem Arzawa i położone nad brzegiem morza. Wymieniane w dokumentach króla Muwatalli II i liście prawdopodobnie Hattusilisa III do króla Ahhiyawa (Achajów ?).
W dawniejszej literaturze naukowej Wilusę niekiedy utożsamiano (głównie Emil Forrer) z Ilionem,  czyli Troją.